# To lys på et bord
"To lys på et bord" er en dansk evergreen.
Versionen med Otto Brandenburg anses for en af de bedste danske popsange.
Musikken er skrevet af Bjarne Hoyer og teksten af Ida From, der byggede den op om talrækken: et, to, tre osv.
"To lys på et bord" deltog i dansk Melodi Grand Prix 1960, men blev besynderligt nok tildelt en sidsteplads af dommerjuryen.
Den solgte mange tusinde plader og lå længe på hitlisten,
og blev 44 år efter omtalt som "den måske mest vellykkede af alle danske melodigrandprixmelodier".
I 1999 udtalte Thomas Helmig "Personligt mener jeg, at "To lys på et bord" og "Glemmer du, så husker jeg" er de to bedste sange, der skrevet herhjemme".
Brandenburgs version er en sang i AB-format efter en kort instrumental introduktion.
I den første gennemgang af A-stykket synger Brandenburg "To lys på et bord...". A-stykket gentages umiddelbart nu med teksten "En ond parodi..", og derefter synges B-stykket Hvordan er det sket...?"
Efter denne præsentation af hele teksten gentages A-stykket med teksten "To lys på et bord..." hvorefter A-stykket spilles uden sang to gange. Derefter falder Brandenburg igen ind med en gentagelse af B-stykket.
Til slut anvendes "grand-prix-tricket", hvor der transponeres en halv tone op og A-stykket med "To lys på et bord..." synges.
Afslutningen er en gentagelse af sidste linje af verset med "To lys på et bord..."
"To lys på et bord" er fortolket af Nikolaj Nørlund.
En engelsk version af sangen indgik som et fremtrædende element i Joachim Backs Oscar-vindende kortfilm The New Tenants.
Sangen er på Kulturministeriets kulturkanon under "12 evergreens".